# بذور الخردل
بذور الخردل هي بذور صغيرة مستديرة تنتج من نباتات الخردل المختلفة. يتراوح طول قطر البذرة من 1 إلى 2 مليمتر (0.039 إلى 0.079 بوصة) تقريبًا، وتأتي بألوان متعددة بدايًة من اللون الأبيض المصفر نهايةً إلى اللون الأسود. وهي توابل مهمة في عديد من الأطعمة المحلية، وقد تأتي في أحد أشكالها الثلاث من نباتات مختلفة: الخردل الأسود (Brassica nigra) أو الخردل البني الهندي (B.juncea) أو الخردل الأبيض / الأصفر (B. hirta/Sinapis alba).
عند طحن البذور وخلطها مع الماء أو الخل أو سوائل أخرى ينتج صوص أصفر معروف باسم الخردل المحضر أو صلصة الخردل .

## استخدامات حسب الإقليم

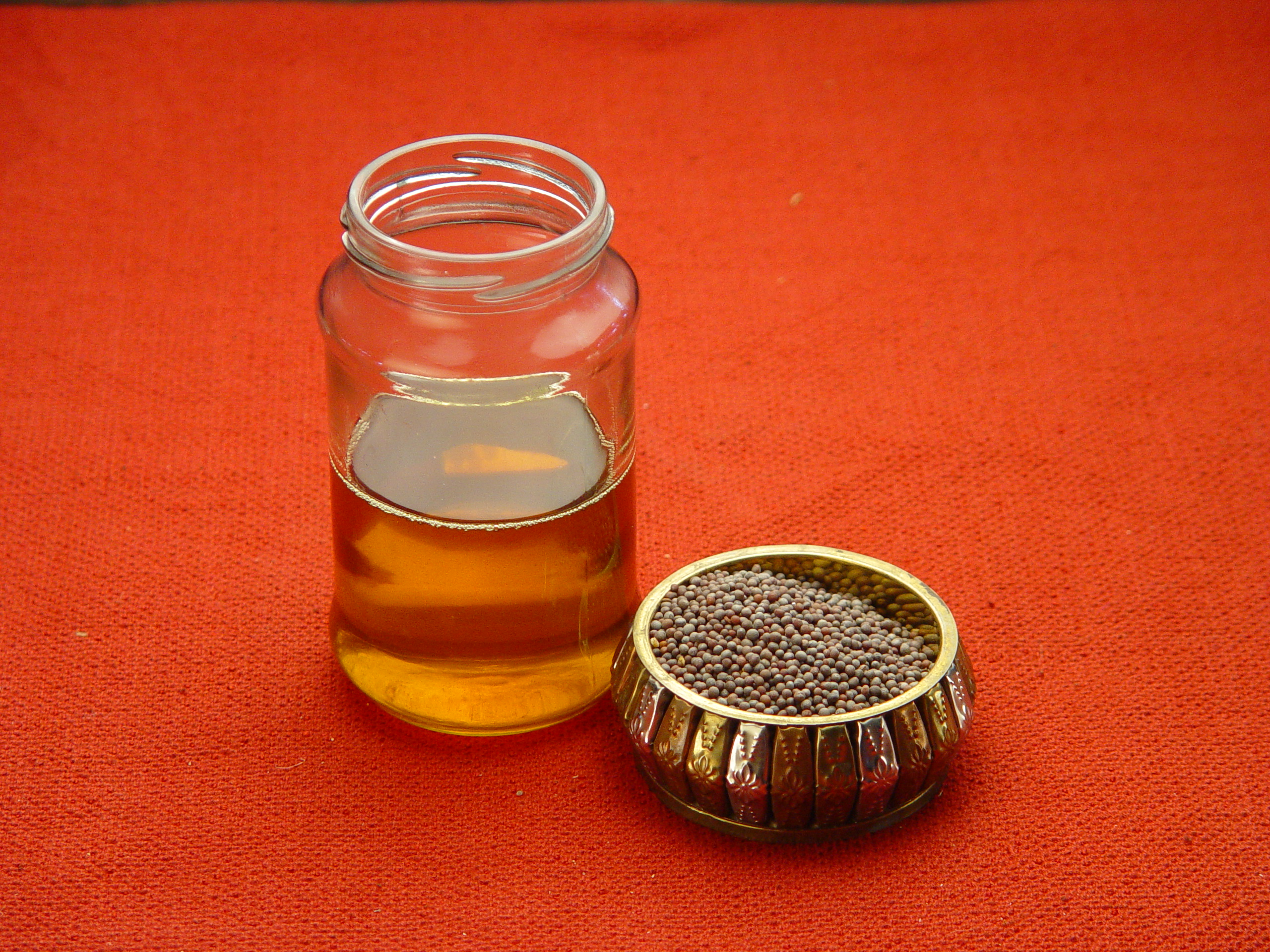
زيت الخردل والبذور

تستخدم بذور الخردل كتوابل في باكستان، والهند، وسريلانكا، والنيبال، وبنغلاديش. حيث يتم قلي البذور عادةً حتى تفرقع. وقد تُقلى الأوراق كذلك وتُؤكل كنوع من الخضروات. وفي ولاية ماهاراشترا في الهند، يُستخدم زيت الخردل في جلسات المساج وتدليك الجسم خلال فصول الشتاء شديدة البرودة، حيث يُعتقد أنه يساعد في إبقاء الجسم دافئًا. كما وأن عددًا من المخللات الهندية الدارجة جنوب الهند تُحضّر بشكل أساسي باستعمال كُلًّا من المانجو ومسحوق الفلفل الأحمر ومسحوق بذور الخردل المخللة في زيت الخردل. ويُعتبر زيت الخردل أو shorsher tel هو زيت الطهي الأساسي في المطبخ البنغالي. كما وتعتبر بذور الخردل في بنغلاديش أيضًا مكوِّنًا أساسيّا في تتبيلة أطباق السمك الحارة مثل: الجال و الباتوري .

## زراعة
تستغرق بذور الخردل عمومًا من ثمانية إلى عشرة أيام حتى تنبت إذا تم وضعها في ظروف مناسبة ؛ والتي تشمل جوًا باردًا وتربة رطبة نسبيًا. حيث تنمو نبتة الخردل الناضجة إلى أن تكوّن شجيرات صغيرة.
ينمو الخردل بشكل أفضل في المناطق ذات المناخ المعتدل. ويجدر بالذكر أن الدول الأبرز إنتاجًا لبذور الخردل تتضمن الهند، وباكستان، وكندا، والنيبال، والمجر، وبريطانيا العظمى، والولايات المتحدة. كما تعود بذور الخردل البنية والسوداء بإيرادات أعلى من نظيراتها الصفراء.
تُعدُّ بذور خردل-سلجم في باكستان ثاني أهم مصدر للزيت بعد القطن. وتتم زراعته على مساحة 307000 هكتار بإنتاج سنوي يُقدّر بـ 233000 طن ويساهم بحوالي 17 ٪ من الإنتاج المحلي لزيت الطعام.
كما أن بذور الخردل مصدر غني بالزيت والبروتين. حيث تحتوي البذرة من الزيت ما تصل نسبته إلى 46-48٪، ووجبة البذور الكاملة تحتوي على نسبة 43.6٪ من البروتين .

## إنتاج
| البلد | الإنتاج (بالأطنان) | ملاحظات |
| --- | ------------------ | ------- |
| باكستان | 233,000            |         |
| الهند | 200,000+           |         |
| كندا | 154,500            |         |
| نيبال | 142,920            |         |
| ميانمار | 91,000             | *       |
| روسيا | 54,682             |         |
| أوكرانيا | 30,170             |         |
| الصين | 17,000             | F       |
| الولايات المتحدة | 16,660             |         |
| فرنسا | 14,000             | F       |
| جمهورية التشيك | 13,378             |         |
| ألمانيا | 10,500             | F       |
| World | 571,880            | A       |
| * = قيمة غير رسمية [] = بيانات رسمية A = قد تتضمن بيانات رسمية أو شبه رسمية أو تقديرية F = تقدير منظمة الأغذية والزراعة، فاو اختصارًا (FAO) Im = بيانات منظمة الأغذية والزراعة بناءً على منهجية التضمين الإحصائي (Imputation Methodology) م = البيانات غير متوفرة المصدر: منظمة الأمم المتحدة للأغذية والزراعة (الفاو) |                    |         |

## مدلولات دينية
تم ذكر حبة الخردل في مواطن متفرقة من القرآن والسنة عند المسلمين للتصغير من قيمة الشيء.
فقد ورد في القرآن الكريم قوله تعالى:
```
﴿
وَنَضَعُ الْمَوَازِينَ الْقِسْطَ لِيَوْمِ الْقِيَامَةِ فَلَا تُظْلَمُ نَفْسٌ شَيْئًا وَإِنْ كَانَ مِثْقَالَ حَبَّةٍ مِنْ خَرْدَلٍ أَتَيْنَا بِهَا وَكَفَى بِنَا حَاسِبِينَ
﴾
 
[
الأنبياء
:47
]
```

وكذلك قوله تعالى في سورة لقمان من جملة وصايا لقمان لابنه:
﴿يَا بُنَيَّ إِنَّهَا إِن تَكُ مِثْقَالَ حَبَّةٍ مِّنْ خَرْدَلٍ فَتَكُن فِي صَخْرَةٍ أَوْ فِي السَّمَاوَاتِ أَوْ فِي الْأَرْضِ يَأْتِ بِهَا اللَّهُ إِنَّ اللَّهَ لَطِيفٌ خَبِيرٌ﴾ [لقمان:16]
وفي الحديث الشريف كذلك، فقد ورد عن عبد الله بن مسعود رضي الله عنه عن النبي محمد صلى الله عليه وسلم
«لا يَدْخُلُ النَّارَ أحَدٌ في قَلْبِهِ مِثْقالُ حَبَّةِ خَرْدَلٍ مِن إيمانٍ، ولا يَدْخُلُ الجَنَّةَ أحَدٌ في قَلْبِهِ مِثْقالُ حَبَّةِ خَرْدَلٍ مِن كِبْرِياءَ» صحيح مسلم (حديث صحيح).

## روابط خارجية
- "The Spruce Eats": تاريخ الخردل كغذاء
- "McCormick.com.au" : تاريخ KEEN ، علامة تجارية مصنّعة لصوص الخردل
- "Secret Indian Recipe": عن بذرة الخردل نسخة محفوظة 29 أكتوبر 2021 على موقع واي باك مشين.